# Nishiki (Fluss)

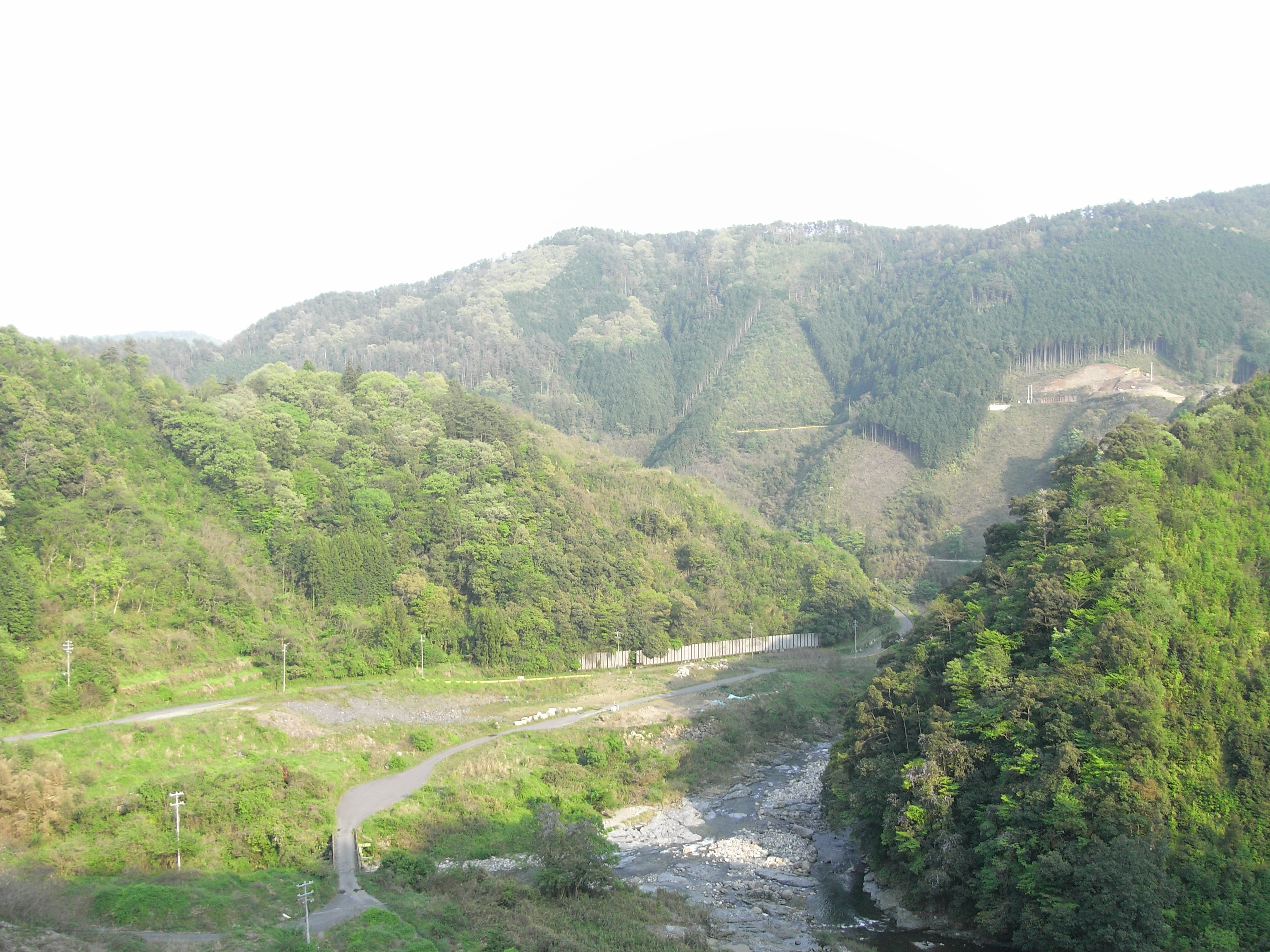
Standort in der Nähe der Hirase-Talsperre, aufgenommen im Jahre 2015

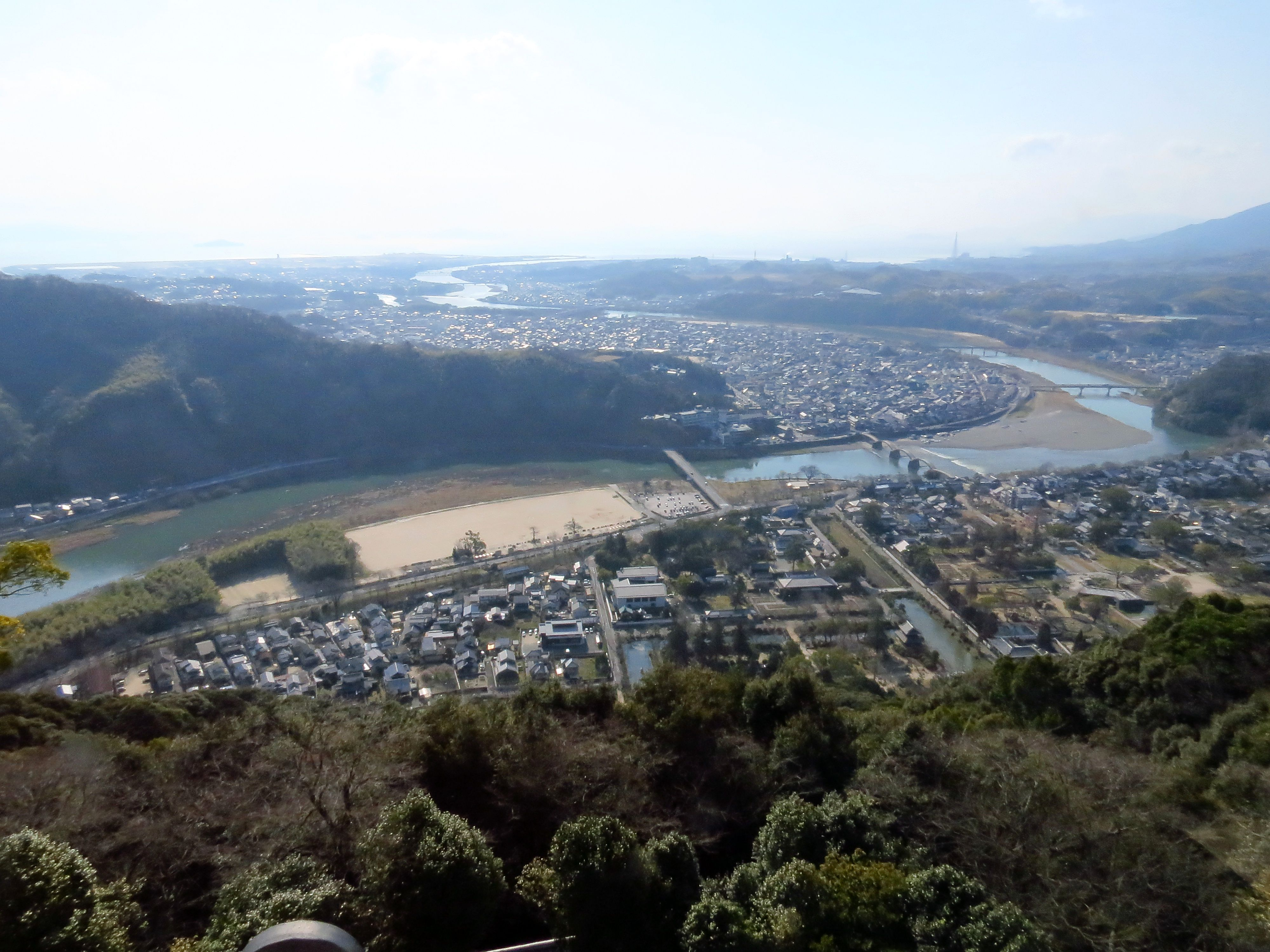
Fluss Nishiki in Richtung Mündung bei Iwakuni

Der Nishiki (jap. 錦川, Nishiki-gawa) ist ein Fluss in der Präfektur Yamaguchi in Japan. Die bei Yokoyama über ihn führende Kintai-Brücke macht den Fluss weit über die Landesgrenzen hinweg bekannt. 

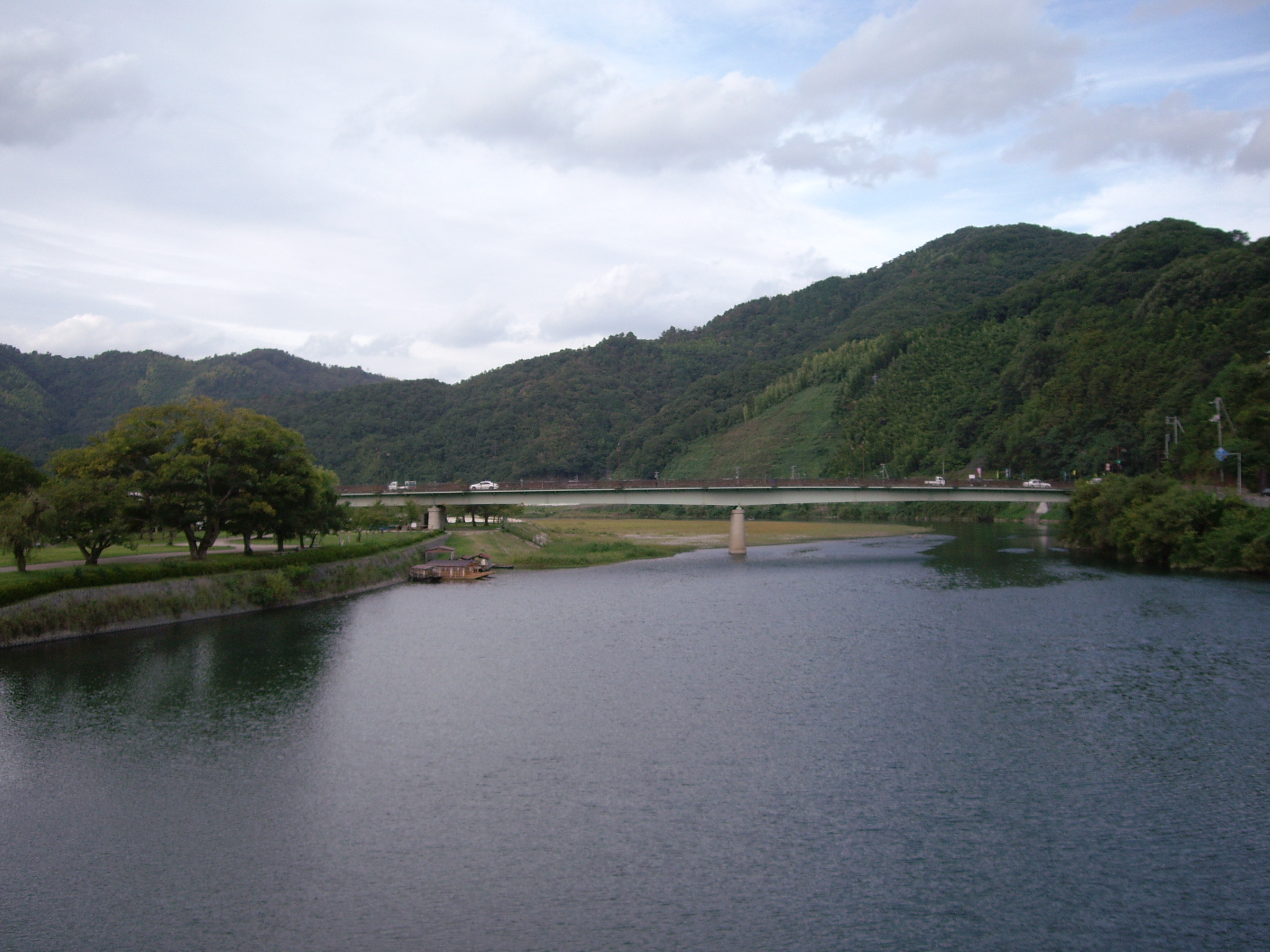
Der Nishiki Fluss, flussaufwärts von der Kintai-Brücke gesehen.

 Berühmt-berüchtigt war der Fluss für seine Hochwasserkatastrophen, verursacht durch sein sehr weites Einzugsgebiet von 885 km² und die große Fallhöhe bei engem Mäander-Flusstal. Entsprechend wurden seit Mitte des 19. Jahrhunderts viele Zuflüsse und der Nishiki selbst mehrfach aufwendig gestaut, um diese Gefahr unter Kontrolle zu bringen. Am Fluss befinden sich sechs Talsperren, die insgesamt für eine Regulierung der Wasserpegel und für Strom sorgen. Die neuste erbaute Einheit ist die Hirase-Talsperre, die auch für den Ort Nishiki für mehr Sicherheit sorgen soll.

## Geographie

### Verlauf
Der Fluss überwindet bei einer Länge von 110 km einen Höhenunterschied von 550 m durch die südwestlichen Ausläufer des Chūgoku-Gebirges, sein Lauf ist sehr windungsreich mit ursprünglich sehr hoher Fließgeschwindigkeit.
Seinen Ursprung hat er am Berg Azamigatake im Stadtkreis Shunan, Ortsteil Oshio (Hanouchi), und fließt zunächst südöstlich bis in den Stausee Kōdō-ko, umfliesst in einem Halbbogen den Berg Midoriyama, von dort ab in den Stausee Sugano-ko, in dem er wieder eine Biegung nach Nordosten macht, um dann im Ort Nishiki wieder scharf nach Südosten abzuknicken. Nach Durchfluss der Stadt Iwakuni mündet er schließlich in die Seto-Inlandsee. So kann man den Nishiki einteilen in seinen Oberlauf bis zur Mündung in den Stausee Kōdō-ko und seinen Unterlauf ab der Talsperre Sudano.

#### Zuflüsse
Rechtsseitig
- Nekasa-gawa
- Hoki-gawa
- Mishō-gawa

Linksseitig
- Shibu-gawa
- Goonokawa
- Nakanose-gawa
- Hongo-gawa
- Ikimi-gawa

## Wasserfälle
Wie auf der Flussverlaufskarte erkennbar, hat – wie jedes japanische Mittelgebirge – das Chūgoku-Gebirge dank der Regenzeit beeindruckende Wasserfälle.
In einem Seitental nahe dem Ort Nishiki befinden sich sogar gleich drei unter Wanderern beliebte Wasserfälle:
- Shikaochi-no-taki (鹿落ちの滝, „Rehsprung-Fall“), mit 40 m Fallhöhe der beeindruckendste am Nishiki.
- Kuro-taki (初瀬の滝, dt. „Schwarzer Fall“), mit immerhin 8 m Fallhöhe
- Hatsuse-taki (黒滝, dt. „Hatsuse-Fall“), ebenso mit einer Fallhöhe von 8 m

Oberhalb des Zuflusses Usagawa:
- Usagawa-taki (宇佐川, dt. „Usagawa-Fall“)

## Leben am Fluss
Da das Einzugsgebiet des Nishiki-Flusses mit über 885 km² nahezu unbewohntes Mittelgebirge mit Bergen über 1000 m ist, ist das Wasser sauber und unbelastet, bis es dichteres Siedlungsgebiet an der Küste passiert.
Deshalb hat sich die Tradition des Fischfangs bis heute erhalten – neben dem Fliegenfischen auch die Kormoranfischerei (ukai).

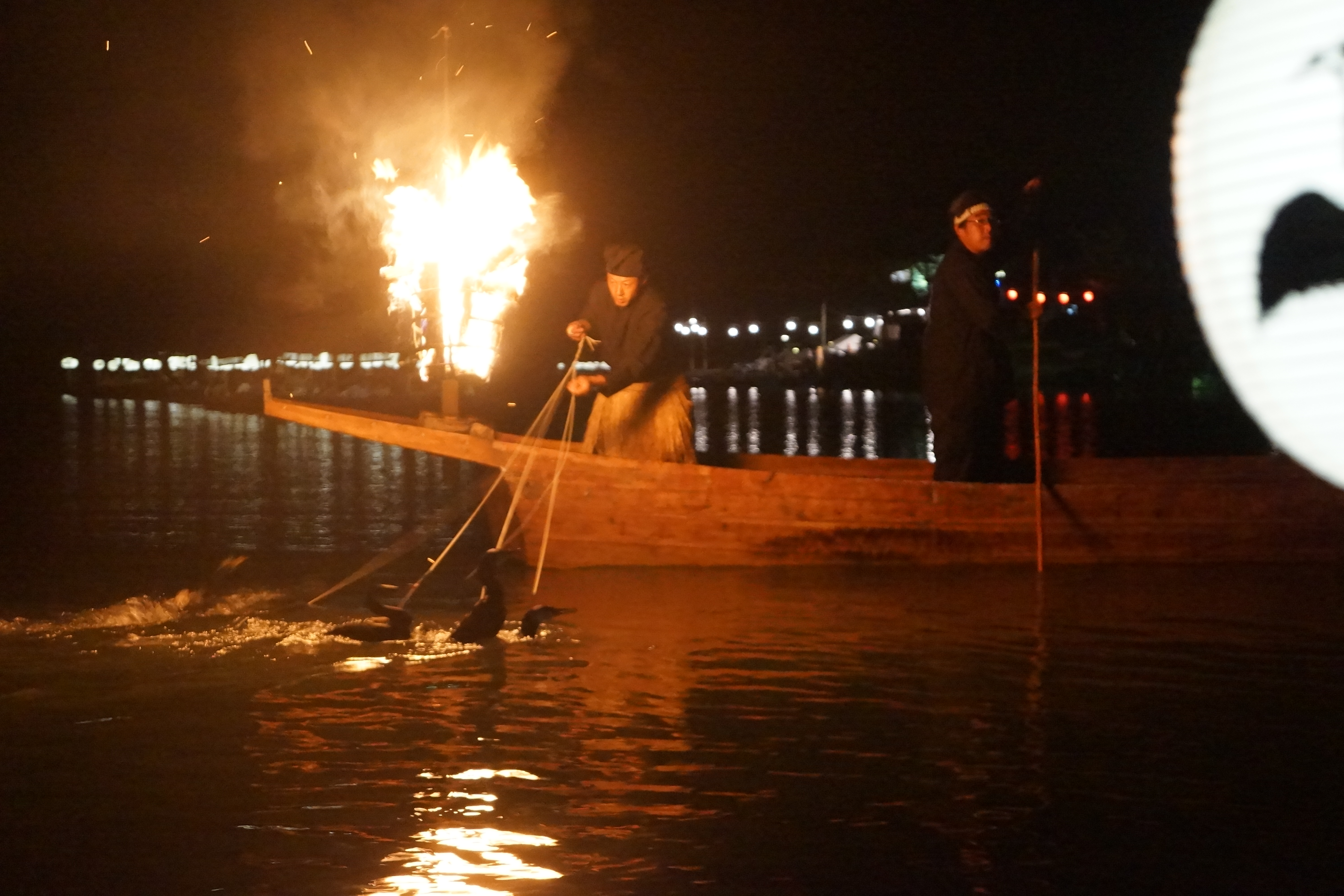
Kormoranfischen – hier ein Bild von der Tradition des Nachtsfischen in Arashiyama

Außerdem dient er als Naherholungsgebiet, als Ort zum Wandern und Baden. Die Nishikigawa-Seiryū-Linie (錦川清流線, Nishikigawa Seiryū-sen) fährt entlang des Flusses, so dass nahezu der gesamte Unterlauf des Flusses bequem mit dem Zug besucht werden kann.

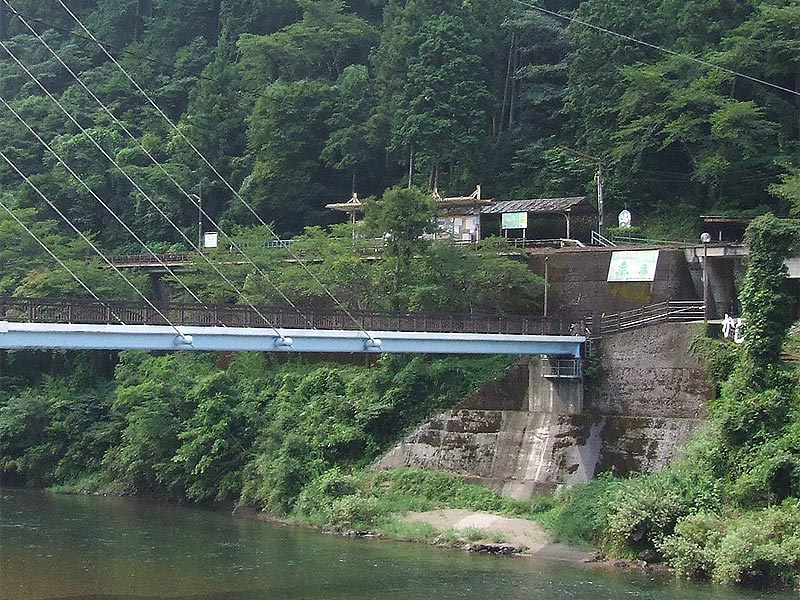
Haltestelle Naguwa oberhalb des Flusses entlang der Nishikigawa-Seiryū-Linie

Der Fluss bleibt auch bei heißem Sommerwetter kühl und lädt so zur Erfrischung ein. Es gibt Möglichkeiten des Bootsfahren und Camping.

## Zeremonien und Feste
Das jährliche Nishiki Fluss- und Wasser-Festival, organisiert von der Stadt Iwakuni, gehört sicher zu den Höhepunkten des kulturellen Lebens am Fluss.

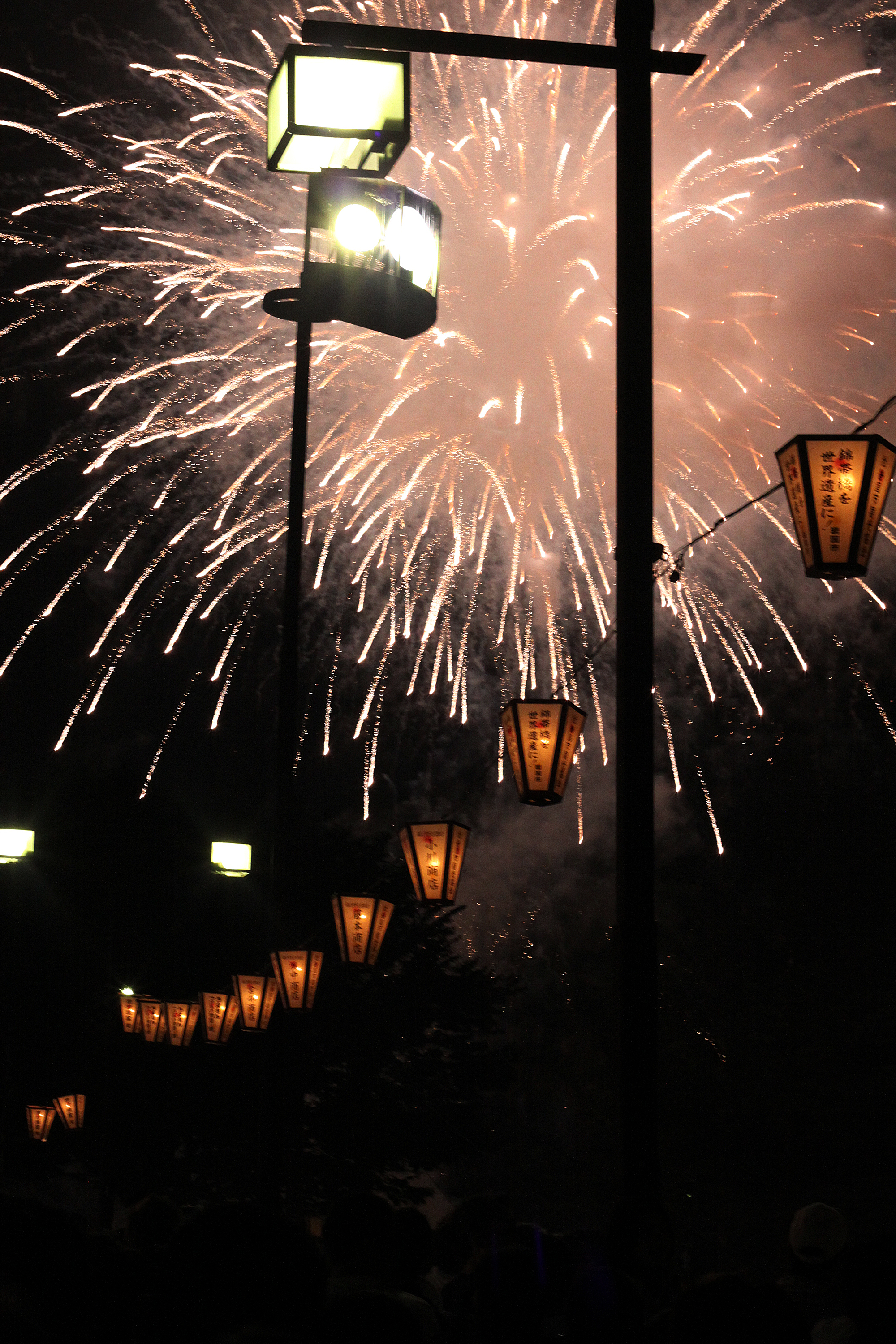
Feuerwerk
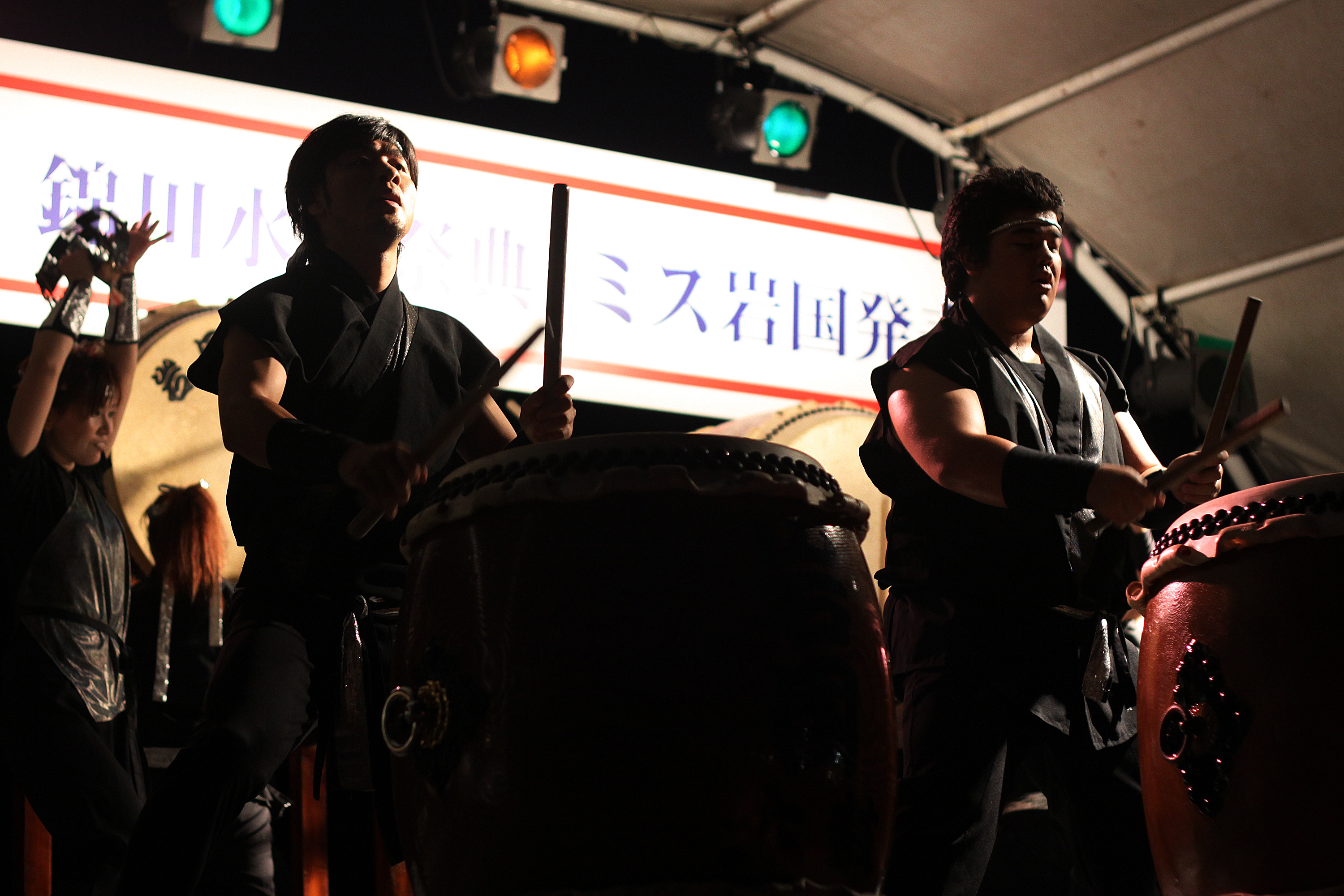
Musiker
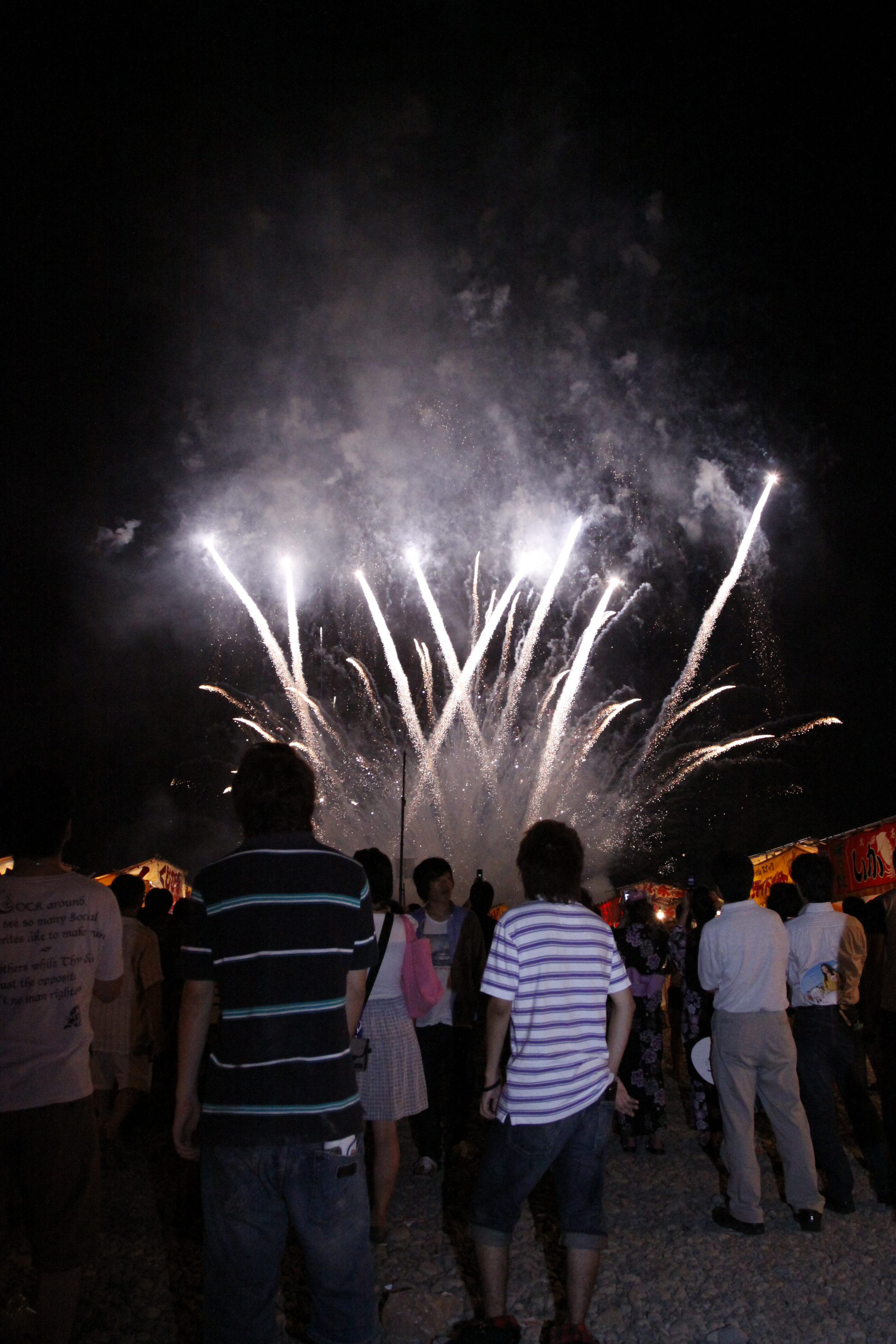
Feuerwerk
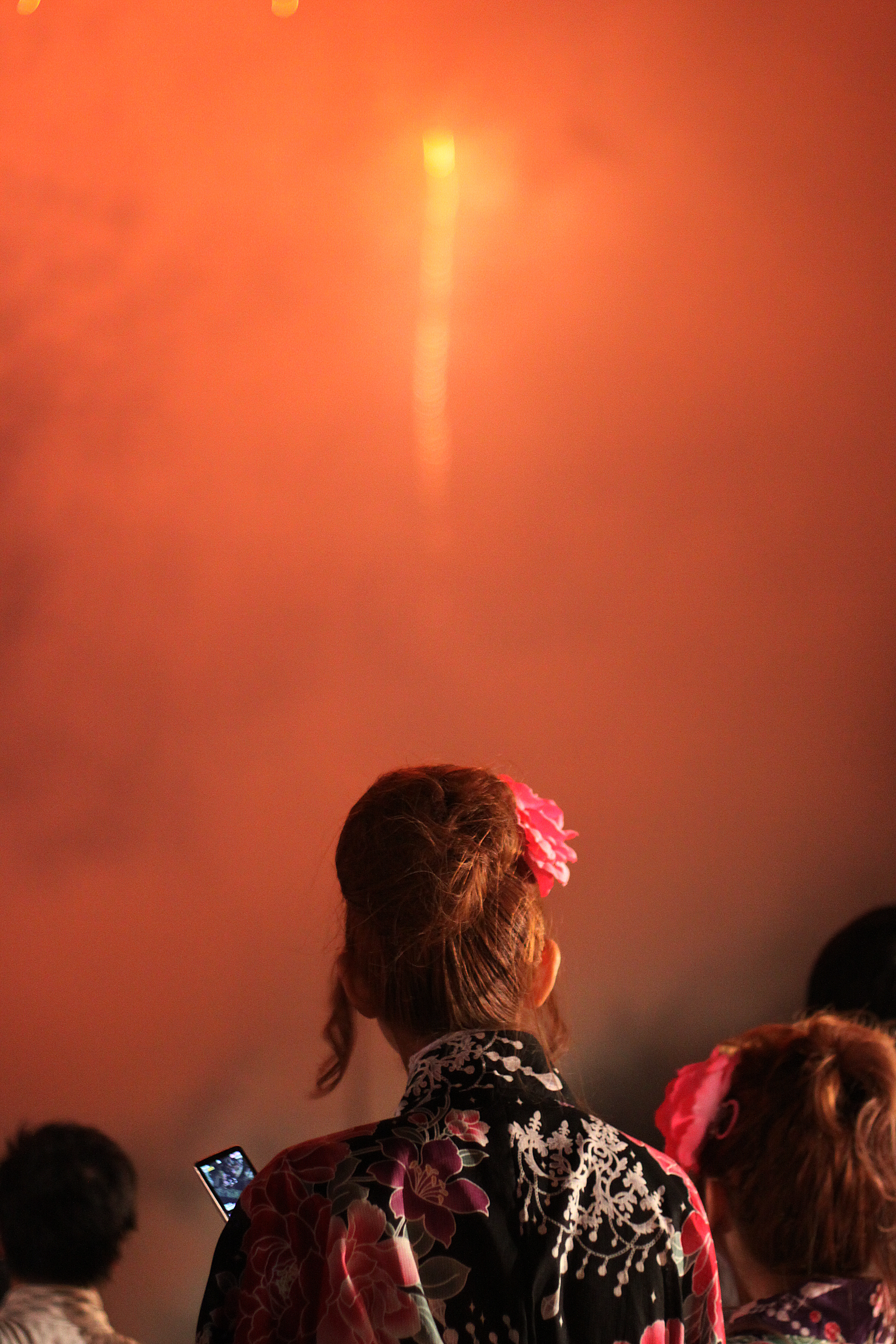
Großes Feuerwerk während des 42. Nishiki Fluss- und Wasser-Festivals 2016

## Talsperren und Wasserkraftwerke
Es gibt sechs Wasserkraftwerke entlang des Flusses und an seinen Zuflüssen, in der Reihenfolge flussabwärts:

### Kōdō-Talsperre

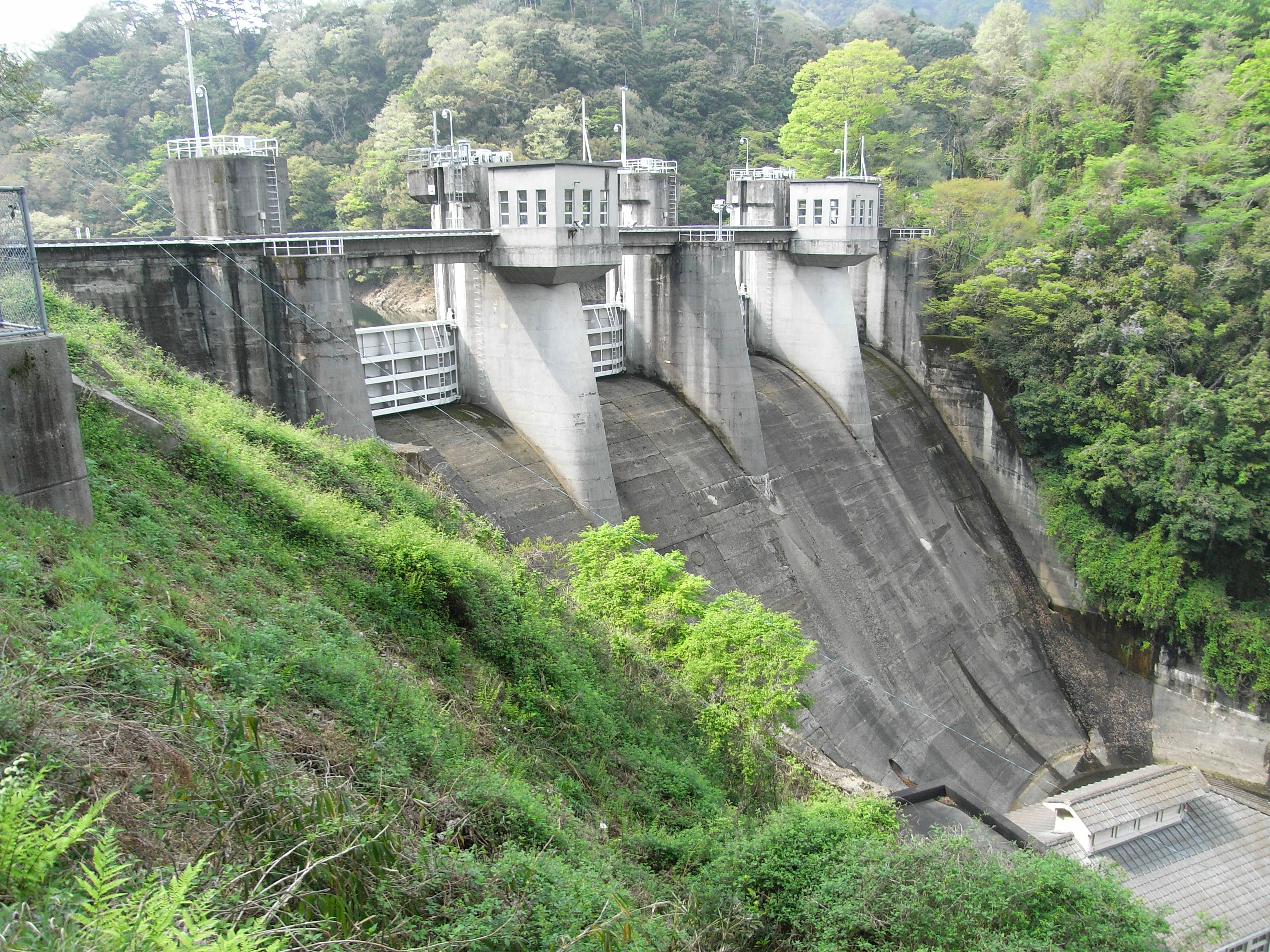
Kōdō-Talsperre

1940 fertig gestellt, war die Kōdō-Talsperre (向道ダム, Kōdō-damu) mit einer Kronenhöhe von 43,3 m und einer Kronenlänge von 120,9 m die erste Talsperre des Nishikis mit einem Betonmauervolumen von 42.000 m³.
Ihr Stausee mit dem Namen Kōdō-ko ist 85 ha groß und hat ein Einzugsgebiet von 152,2 km². Die Gesamtwasserspeicherkapazität ist 7.030.000 m³, die effektive Speicherkapazität 6.863.000 m³. Sie dient sowohl dem Hochwasserschutz, der Wasserversorgung und der Stromerzeugung mit einer Kapazität von 5,6 MW.

### Sugano-Talsperre

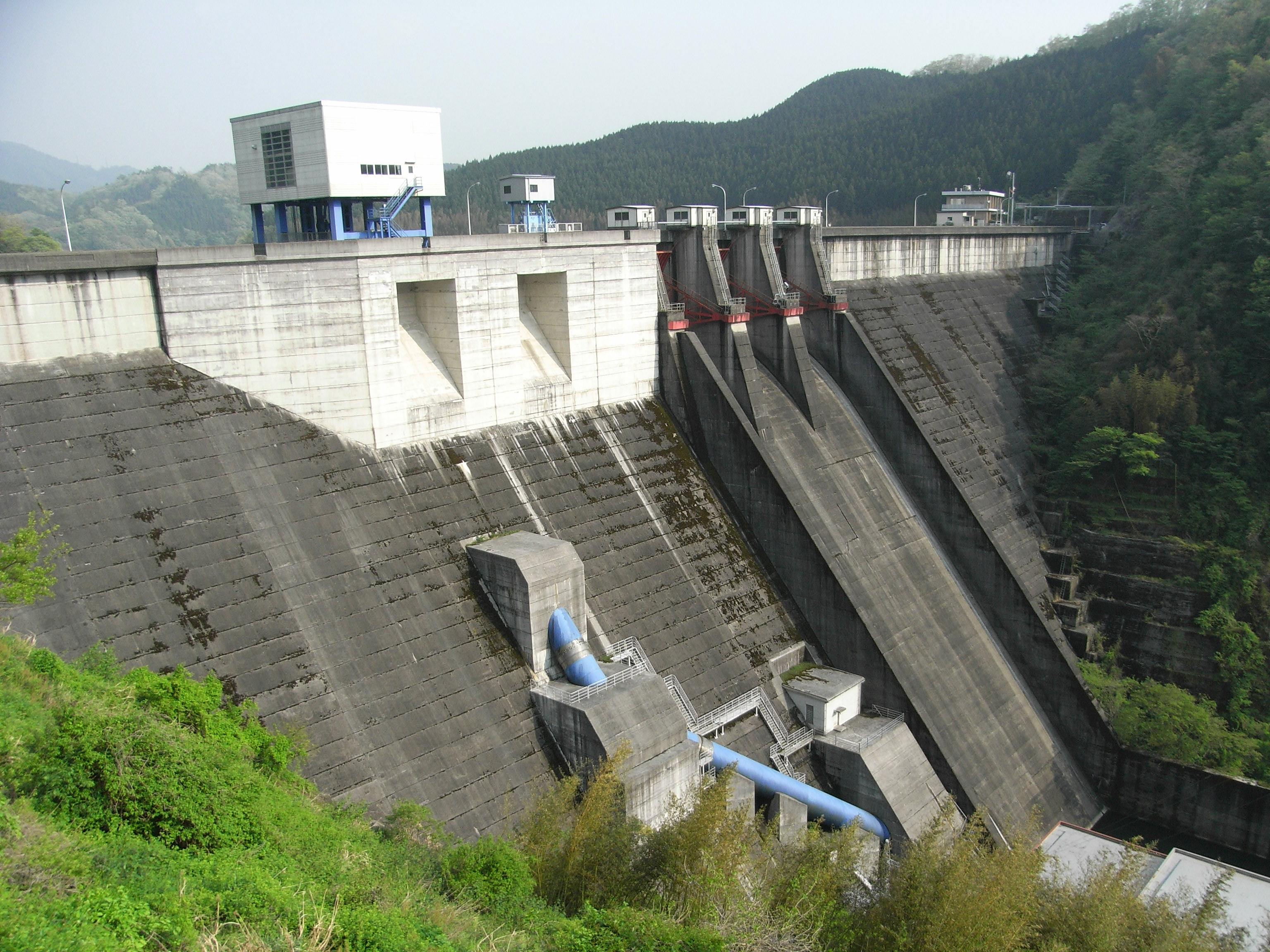
Sugano-Talsperre

Als Ergänzung zur Kōdō-Talsperre 1965 erbaut diente die Sugano-Talsperre (菅野ダム, Sugano-damu) neben dem Hochwasserschutz auch der Frischwassergewinnung.
Für den Stausee Sugano-ko wurden 328 ha Land geflutet, darunter auch das Dorf Sugano mit 163 Häusern.

### Mizukoshi-Talsperre

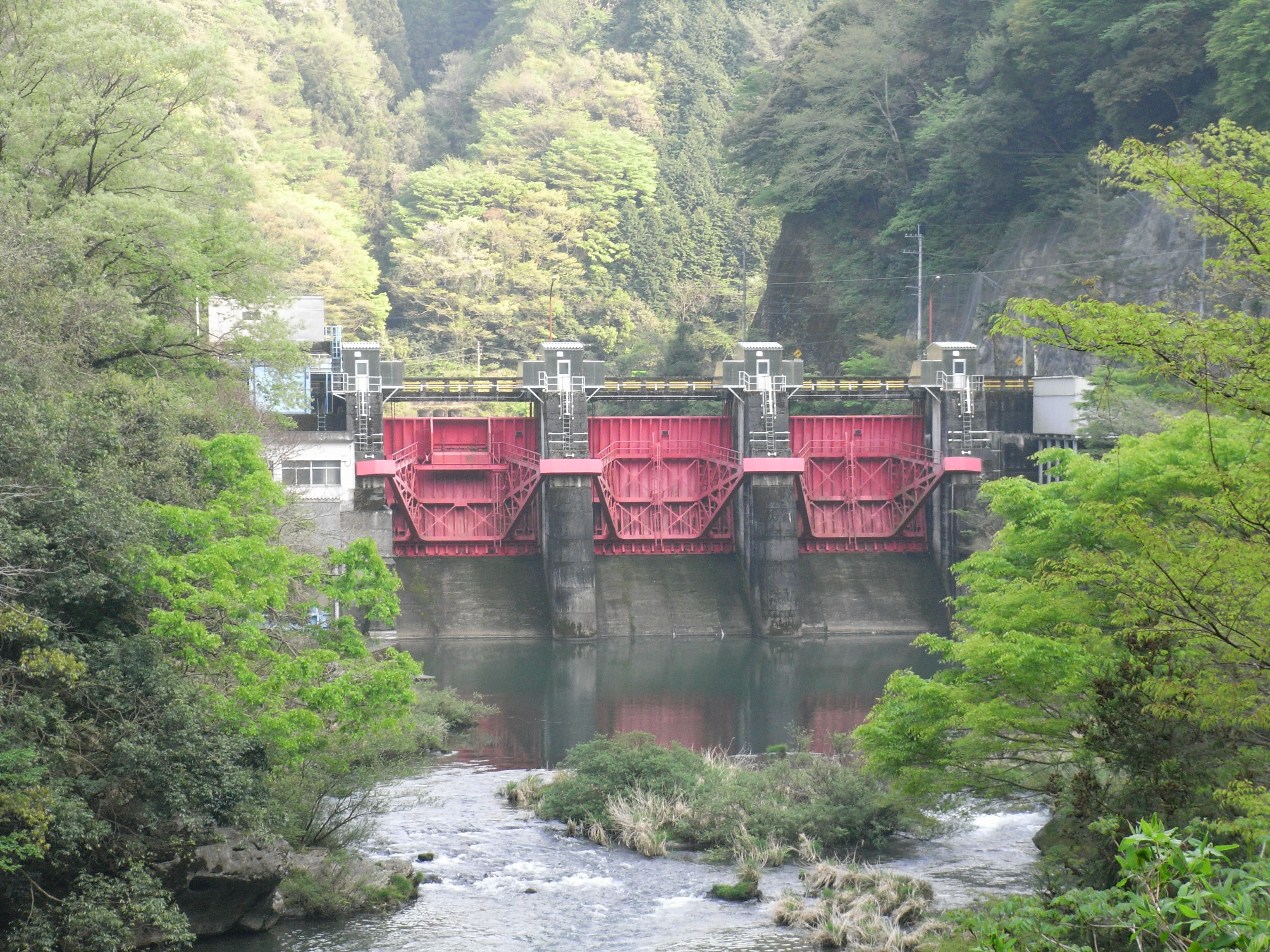
Mizukoshi-Talsperre

Mit einer Kronenhöhe von 18,8 m und Kronenlänge von 81,7 m staut die Mizukoshi-Talsperre (水越ダム, Mizukoshi-damu) den Nishiki kurz nach der Sugano-Talsperre mit einem Betonmauervolumen von 10.000 m³. Einzugsgebiet sind 270 km² und gestaut wird der Fluss auf 14 ha.

### Hirase-Talsperre
Diese im Jahre 1973 erbaute Hirase-Talsperre (平瀬ダム, Hirase-damu) ist das jüngste Element im Fluss-Regulierungssystem des Nishiki-Flusses.
Ihre Gewichtsstaumauer hat eine Kronenhöhe von 73 m, eine Kronenlänge von 300 m und der Stausee überflutet eine Fläche von 1,33 km². Das Stauseevolumen ist 340.000 m³. Ihr Einzugsgebiet ist 336,2 km².

### Ikimigawa-Talsperre

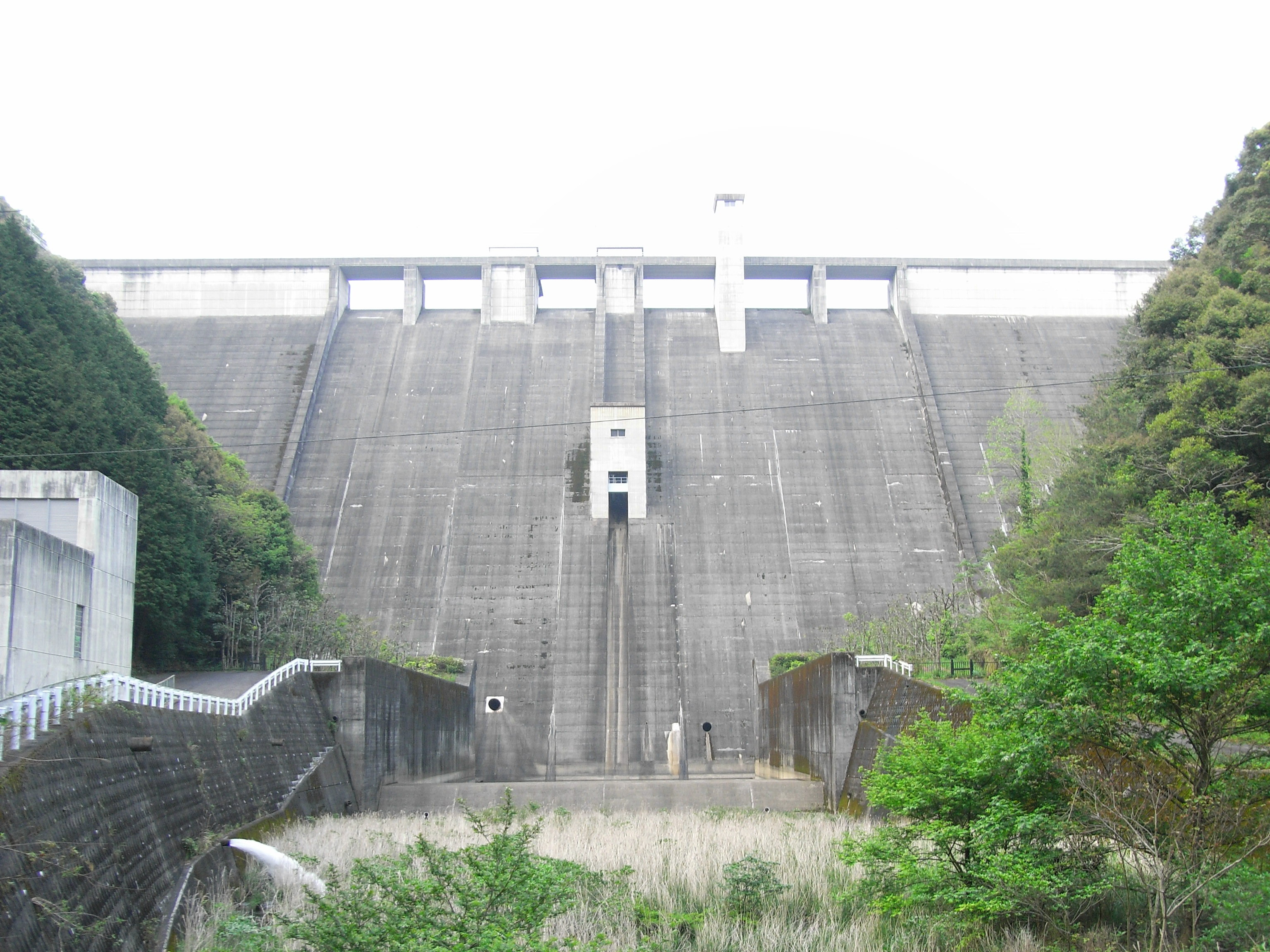
Ikimigawa-Talsperre

Die Ikimigawa-Talsperre (生見川ダム, Ikimigawa-damu) staut den Zufluss Ikimi zum Stausee Yamashiro-ko und dient dem Hochwasserschutz sowie der industriellen Wasser- und Stromerzeugung. Ihre Betonstaumauer wurde im März 1985 eingeweiht.

Ihre Kronenhöhe ist 90 m hoch und Kronenlänge 215 m lang. Verbaut wurden 361.000 m³ Material, die Gesamtwasserspeicherkapazität beträgt 30,80 Millionen m³.

### Mishōgawa-Talsperre

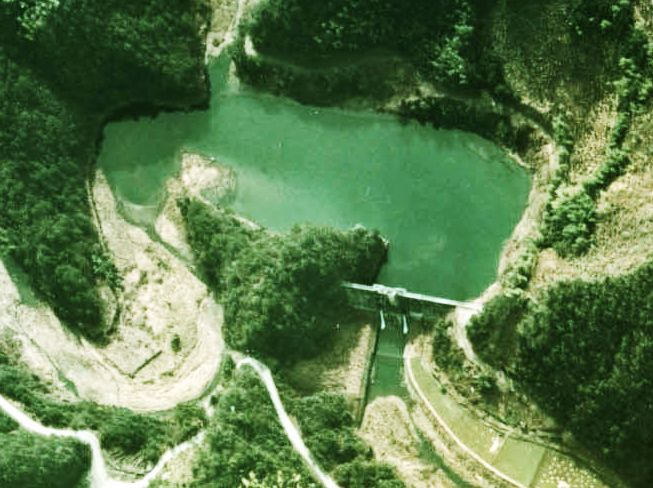
Mishogawa-Talsperre

Nach der Flutkatastrophe am Nishiki-Fluss von 1950, ausgelöst durch die starken Regenfälle während des Taifuns, wurde sehr bald von der Präfektur beschlossen die Mishōgawa-Talsperre (御庄川ダム, Mishōgawa-damu) zum Hochwasserschutz errichten zu lassen. Die Bauzeit war 1960 bis 1963.
Allerdings ist das Tal äußerst eng und kurvig, das Stauvolumen daher mit 18.000 m³ relativ klein. Kronenhöhe der Betonstaumauer ist 21,3 m, die Kronenlänge 101,5 m.

## Sonstiges
Dem Flussufer entlang verläuft die im Jahr 1960 eröffnete Nishikigawa-Seiryū-Linie der Bahngesellschaft Nishikigawa Tetsudō. Im März 2019 wurde zwischen den Haltestellen Naguwa und Nekasa die Haltestelle Seiryū Miharashi eröffnet. Sie verfügt über keinerlei Ein- und Ausgang und ist lediglich mit dem Zug erreichbar; der überdachte Bahnsteig dient als Aussichtsplattform für Touristen.